# 水田乡 (吉水县)
水田乡，是中华人民共和国江西省吉安市吉水县下辖的一个乡镇级行政单位。

## 行政区划
水田乡下辖以下地区：
石鼓村、富口村、水田村、孔巷村、沙上村、新市村、岭头村、丰陂村、桑园村和富塘村。